# Алкантара, Иури
Иури Алкантара (порт.-браз. Iuri Alcântara; род. 4 августа 1980, Маражо) — бразильский боец смешанного стиля, представитель лёгкой, полулёгкой и легчайшей весовых категорий. Выступает на профессиональном уровне начиная с 2003 года, известен по участию в турнирах бойцовских организаций UFC, WEC, Jungle Fight и др. Владел титулом чемпиона Jungle Fight в лёгком весе. Старший брат бойца Илдемара Алкантары.

## Биография
Иури Алкантара родился 4 августа 1980 года на острове Маражо, штат Пара. Практиковал бразильское джиу-джитсу, добившись в этой дисциплине чёрного пояса. Тренировался вместе с младшим братом Илдемаром, который впоследствии тоже стал достаточно известным бойцом.

### Начало профессиональной карьеры
Дебютировал в смешанных единоборствах на профессиональном уровне в сентябре 2003 года, отправил своего соперника в нокаут в первом же раунде. Дрался в различных небольших промоушенах Бразилии — из большинства поединков выходил победителем, хотя уровень его оппозиции в этот период был не очень высок.

### Jungle Fight
Начиная с 2010 года сотрудничал с довольно крупной бразильской организацией Jungle Fight, где в частности взял верх над такими известными бойцами как Вискарди Андради и Франсиску Триналду. Завоевал титул чемпиона Jungle Fight в лёгкой весовой категории, выиграв техническим нокаутом у Мануэлу Моралиса.

### World Extreme Cagefighting
Имея в послужном списке 25 побед и только 3 поражения, Алкантара привлёк к себе внимание крупной американской организации World Extreme Cagefighting и ноябре 2010 года подписал с ней долгосрочный контракт. На заключительном турнире WEC 53 встретился с Рикардо Ламасом, отправив его в нокаут в первом же раунде.
Поскольку организация WEC была поглощена более крупным игроком на рынке смешанных единоборств Ultimate Fighting Championship, все сильнейшие бойцы оттуда автоматически перешли на контракт к новому владельцу, в том числе перешёл и Алкантара.

### Ultimate Fighting Championship
Ради выступлений в октагоне UFC Иури Алкантара решил спуститься в полулёгкую весовую категорию, в августе 2011 года он благополучно дебютировал здесь, выиграв по очкам у соотечественника Фелипи Арантиса.
В 2012 году победил единогласным решением японского дзюдоиста Митихиро Омигаву, но уступил тем же единогласным решением такому же мастеру бразильского джиу-джитсу Акрану Диасу — таким образом прервалась его впечатляющая серия из тринадцати побед подряд.
После этого поражения Алкантара ещё сбросил вес, спустившись в легчайшую категорию. Поединок против Педру Нобри в январе 2013 года был признан несостоявшимся, Алкантара нанёс запрещённые удары по затылку, из-за которых его соперник не смог продолжить поединок. Затем последовали победа нокаутом над Илиарди Сантусом и поражение единогласным решением от бывшего чемпиона WEC Юрайи Фейбера.
В 2014 году Алкантара отметился победами над такими бойцами как Вилсон Рейс, Вон Ли и Расселл Доун.
В феврале 2015 года был побеждён по очкам Фрэнки Саэнсом, спустя несколько месяцев победил решением судей Леандру Ису.
Его поединок с Джимми Риверой в январе 2016 года был признан лучшим боем вечера, хотя Алкантара проиграл единогласным судейским решением. Позже на турнире в Англии взял верх над местным английским бойцом Брэдом Пикеттом — уже на второй минуте первого раунда поймал его в «треугольник» и принудил к сдаче — был награждён бонусом за лучшее выступление вечера.
В 2017 году с помощью рычага колена заставил сдаться Люка Сандерса, вновь заработав награду за лучшее выступление вечера. Однако затем проиграл Брайану Келлехеру и Алехандро Пересу.
В феврале 2018 года выиграл техническим нокаутом у американца Джо Сото, получив уже третий в своей карьере бонус за лучшее выступление вечера.

## Статистика в профессиональном ММА
| Боёв 47         | Побед 36 | Поражений 10 |
| --------------- | -------- | ------------ |
| Нокаутом        | 15       | 2            |
| Сдачей          | 14       | 2            |
| Решением        | 7        | 6            |
| Не состоявшихся | 1        | 1            |

| Результат    | Рекорд    | Соперник             | Способ                   | Турнир                                 | Дата             | Раунд | Время | Место                    | Примечание                                         |
| ------------ | --------- | -------------------- | ------------------------ | -------------------------------------- | ---------------- | ----- | ----- | ------------------------ | -------------------------------------------------- |
| Поражение    | 36-10 (1) | Кори Сендхаген       | TKO (удары руками)       | UFC Fight Night: Gaethje vs. Vick      | 25 августа 2018  | 2     | 1:01  | Линкольн, США            |                                                    |
| Победа       | 36-9 (1)  | Джо Сото             | TKO (удары)              | UFC Fight Night: Machida vs. Anders    | 3 февраля 2018   | 1     | 1:06  | Белен, Бразилия          | Выступление вечера.                                |
| Поражение    | 35-9 (1)  | Алехандро Перес      | Единогласное решение     | UFC Fight Night: Swanson vs. Ortega    | 9 декабря 2017   | 3     | 5:00  | Фресно, США              |                                                    |
| Поражение    | 35-8 (1)  | Брайан Келлехер      | Сдача (гильотина)        | UFC 212                                | 3 июня 2017      | 1     | 1:48  | Рио-де-Жанейро, Бразилия |                                                    |
| Победа       | 35-7 (1)  | Люк Сандерс          | Сдача (рычаг колена)     | UFC 209                                | 4 марта 2017     | 2     | 3:13  | Лас-Вегас, США           | Выступление вечера.                                |
| Победа       | 34-7 (1)  | Брэд Пикетт          | Сдача (треугольник)      | UFC 204                                | 8 октября 2016   | 1     | 1:56  | Манчестер, Англия        | Выступление вечера.                                |
| Поражение    | 33-7 (1)  | Джимми Ривера        | Единогласное решение     | UFC on Fox: Johnson vs. Bader          | 30 января 2016   | 3     | 5:00  | Ньюарк, США              | Бой вечера.                                        |
| Победа       | 33-6 (1)  | Леандру Иса          | Единогласное решение     | UFC 190                                | 1 августа 2015   | 3     | 5:00  | Рио-де-Жанейро, Бразилия |                                                    |
| Поражение    | 32-6 (1)  | Фрэнки Саэнс         | Единогласное решение     | UFC Fight Night: Bigfoot vs. Mir       | 22 февраля 2015  | 3     | 5:00  | Порту-Алегри, Бразилия   |                                                    |
| Победа       | 32-5 (1)  | Расселл Доун         | Единогласное решение     | UFC Fight Night: Bigfoot vs. Arlovski  | 13 сентября 2014 | 3     | 5:00  | Бразилиа, Бразилия       |                                                    |
| Победа       | 31-5 (1)  | Вон Ли               | KO (удары руками)        | UFC Fight Night: Munoz vs. Mousasi     | 31 мая 2014      | 1     | 0:25  | Берлин, Германия         |                                                    |
| Победа       | 30-5 (1)  | Вилсон Рейс          | Раздельное решение       | UFC Fight Night: Machida vs. Mousasi   | 15 февраля 2014  | 3     | 5:00  | Жарагуа-ду-Сул, Бразилия |                                                    |
| Поражение    | 29-5 (1)  | Юрайя Фейбер         | Единогласное решение     | UFC Fight Night: Shogun vs. Sonnen     | 17 августа 2013  | 3     | 5:00  | Бостон, США              |                                                    |
| Победа       | 29-4 (1)  | Илиарди Сантус       | KO (удары руками)        | UFC on FX: Belfort vs. Rockhold        | 18 мая 2013      | 1     | 2:31  | Жарагуа-ду-Сул, Бразилия |                                                    |
| Не состоялся | 28-4 (1)  | Педру Нобри          | NC (удары по затылку)    | UFC on FX: Belfort vs. Bisping         | 19 января 2013   | 1     | 2:11  | Сан-Паулу, Бразилия      | Дебют в легчайшем весе.                            |
| Поражение    | 28-4      | Акран Диас           | Единогласное решение     | UFC 147                                | 23 июня 2012     | 3     | 5:00  | Белу-Оризонти, Бразилия  |                                                    |
| Победа       | 28-3      | Митихиро Омигава     | Единогласное решение     | UFC 142                                | 14 января 2012   | 3     | 5:00  | Рио-де-Жанейро, Бразилия |                                                    |
| Победа       | 27-3      | Фелипи Арантис       | Единогласное решение     | UFC 134                                | 27 августа 2011  | 3     | 5:00  | Рио-де-Жанейро, Бразилия | Дебют в полулёгком весе.                           |
| Победа       | 26-3      | Рикардо Ламас        | KO (удар рукой)          | WEC 53                                 | 16 декабря 2010  | 1     | 3:26  | Глендейл, США            |                                                    |
| Победа       | 25-3      | Мануэлу Моралис      | TKO (фронт-кик в корпус) | Jungle Fight 22                        | 18 сентября 2010 | 1     | 0:16  | Сан-Паулу, Бразилия      | Выиграл титул чемпиона Jungle Fight в лёгком весе. |
| Победа       | 24-3      | Франсиску Триналду   | Сдача (рычаг локтя)      | Jungle Fight 22                        | 18 сентября 2010 | 2     | N/A   | Сан-Паулу, Бразилия      |                                                    |
| Победа       | 23-3      | Франсиску Мариу      | Сдача (кимура)           | Amazon Fight 4                         | 13 августа 2010  | 3     | 0:28  | Белен, Бразилия          |                                                    |
| Победа       | 22-3      | Арманду Гомис        | TKO (удары руками)       | Jungle Fight 21                        | 31 июля 2010     | 1     | N/A   | Натал, Бразилия          |                                                    |
| Победа       | 21-3      | Жуан Паулу Родригес  | Сдача (рычаг локтя)      | Iron Man Championship 6                | 10 июня 2010     | 1     | 2:11  | Белен, Бразилия          | Вернулся в лёгкий вес.                             |
| Победа       | 20-3      | Вискарди Андради     | Раздельное решение       | Jungle Fight 19: Warriors 3            | 17 апреля 2010   | 3     | 5:00  | Сан-Паулу, Бразилия      | Бой в полусреднем весе.                            |
| Победа       | 19-3      | Жаксон Понтис        | Сдача (рычаг локтя)      | Iron Man Championship 5                | 11 марта 2010    | 1     | 0:42  | Белен, Бразилия          |                                                    |
| Победа       | 18-3      | Маринью Роша         | Сдача (треугольник)      | Iron Man Championship 4                | 20 ноября 2009   | 1     | 3:40  | Белен, Бразилия          |                                                    |
| Победа       | 17-3      | Жамил Силвейра       | Сдача (треугольник)      | Leal Combat: Grand Prix                | 5 ноября 2009    | 1     | 0:45  | Натал, Бразилия          | Выиграл гран-при Leal Combat в лёгком весе.        |
| Победа       | 16-3      | Франсиску Силва      | TKO (травма колена)      | Leal Combat: Grand Prix                | 5 ноября 2009    | 1     | 2:42  | Натал, Бразилия          |                                                    |
| Поражение    | 15-3      | Маурисиу Рейс        | Сдача (рычаг колена)     | Minotauro Combat 1                     | 3 октября 2009   | 1     | 0:49  | Макапа, Бразилия         |                                                    |
| Победа       | 15-2      | Алесандри Алкантара  | TKO (удары руками)       | Belém Open Fight 2                     | 17 сентября 2009 | 1     | 0:52  | Макапа, Бразилия         |                                                    |
| Победа       | 14-2      | Рафаэл Карвалью      | TKO (удары руками)       | Iron Man Championship 3                | 10 сентября 2009 | 1     | N/A   | Белен, Бразилия          |                                                    |
| Победа       | 13-2      | Джими Насименту      | TKO (удары руками)       | IMVT: Champions                        | 19 апреля 2009   | 1     | 2:40  | Белен, Бразилия          |                                                    |
| Победа       | 12-2      | Карлус Алденис       | TKO (удары руками)       | Tribus de Vale Tudo                    | 11 апреля 2009   | 2     | 3:22  | Сантарен, Бразилия       |                                                    |
| Победа       | 11-2      | Джими Насименту      | TKO (удары руками)       | Iron Man Championship 2                | 19 марта 2009    | 1     | 1:30  | Белен, Бразилия          |                                                    |
| Победа       | 10-2      | Фурдьел де Виндт     | Единогласное решение     | Cage Fight Event: Rumble in the Jungle | 21 декабря 2008  | 3     | 5:00  | Парамарибо, Суринам      |                                                    |
| Поражение    | 9-2       | Энрике Меллу         | Единогласное решение     | Fury FC: Fury Trials                   | 31 мая 2008      | 2     | 5:00  | Рио-де-Жанейро, Бразилия |                                                    |
| Победа       | 9-1       | Элиелсон Алмейда     | Сдача                    | Midway vs. Dinamite                    | 15 мая 2008      | 1     | N/A   | Белен, Бразилия          |                                                    |
| Победа       | 8-1       | Рони Рони            | Сдача (удушение сзади)   | DFC 2: The Lightweights                | 19 марта 2008    | 1     | N/A   | Сантарен, Бразилия       |                                                    |
| Поражение    | 7-1       | Андре Луис Оливейра  | TKO (травма ноги)        | Predador FC 4: Kamae                   | 25 января 2007   | 1     | N/A   | Бразилия                 |                                                    |
| Победа       | 7-0       | Рерисон Араужу       | Сдача (рычаг локтя)      | Midway Fight                           | 29 июня 2006     | 2     | N/A   | Белен, Бразилия          |                                                    |
| Победа       | 6-0       | Иванилду Сантус      | Сдача (рычаг локтя)      | EcoFight 2                             | 6 мая 2006       | 1     | 0:47  | Макапа, Бразилия         |                                                    |
| Победа       | 5-0       | Микел Адариу Бастус  | TKO (удары руками)       | EcoFight 2                             | 6 мая 2006       | 2     | 2:40  | Макапа, Бразилия         |                                                    |
| Победа       | 4-0       | Рафаэл Адариу Бастус | KO (удары руками)        | Mega Combat Vale Tudo                  | 1 октября 2005   | 3     | 3:20  | Белен, Бразилия          |                                                    |
| Победа       | 3-0       | Рененсон Коста       | Сдача (рычаг локтя)      | Iron Man Vale Tudo 7                   | 11 июня 2005     | 1     | 0:11  | Макапа, Бразилия         |                                                    |
| Победа       | 2-0       | Жозе ди Ариматейя    | Сдача (рычаг локтя)      | Desafio de Gigantes 2                  | 13 марта 2004    | 1     | 2:11  | Макапа, Бразилия         |                                                    |
| Победа       | 1-0       | Эрлон Габриел        | KO (удары руками)        | Super Vale Tudo: Ananindeua            | 12 сентября 2003 | 1     | 3:17  | Ананиндеуа, Бразилия     |                                                    |